# 3311-es mellékút (Magyarország)
A 3311-es számú mellékút egy majdnem pontosan 5 kilométeres hosszúságú, négy számjegyű mellékút Borsod-Abaúj-Zemplén vármegye déli részén; Hejőbábát köti össze Sajószögeddel, illetve a 35-ös főúttal.

## Nyomvonala
Sajószöged belterületének északnyugati szélén ágazik ki a 35-ös főútból, annak a 12+550-es kilométerszelvénye közelében, nagyjából délnyugati irányban. Rövid, mintegy 400 méter hosszú belterületi szakasza a Bábai út nevet viseli; a falu utolsó házát elhagyva keresztezi a Nyékládháza–Tiszaújváros-vasútvonal nyomvonalát, majd külterületek közt folytatódik. A második kilométerét elhagyva átlép Hejőbába területére, a község első házait 4,4 kilométer megtétele után éri el. Fő utca néven húzódik a belterület keleti peremén, és hamarosan véget is ér, beletorkollva a 3312-es útba, annak a 6+650-es kilométerszelvénye közelében.
Teljes hossza, az országos közutak térképes nyilvántartását szolgáló kira.kozut.hu adatbázisa szerint 5,010 kilométer.

## Települések az út mentén
- Sajószöged
- Hejőbába